# El Al
El Al Israel Airlines er Israels største flyselskab. Det blev grundlagt i 1948, samme år som staten Israel blev oprettet. 
I dag har El Al ruter til Nord- og Sydamerika, Europa, Asien og Afrika. Af bemærkelsesværdige destinationer kan bl.a. nævnes Cairo og Amman, der som bekendt er hovedstæder i lande, der tidligere har angrebet Israel, men med hvilke der i dag foreligger fredsaftaler.
El Als hub er Ben Gurion International Airport, der ligger uden for Tel Aviv.